# Bingöl (provincie)
Bingölská provincie (turecky Bingöl ili, kurdsky Parêzgeha Bîngol) je tureckou provincií, nachází se ve východní části Malé Asie a regionu Východní Anatolie. Rozloha provincie činí 8 125 km2, v roce 2006 zde žilo 245 243 obyvatel. Hlavním městem je Bingöl.

## Administrativní členění
Bingölská provincie se administrativně člení na 8 distriktů:
- Adaklı, (kurdsky Azapêrte)
- Bingöl
- Genç, (kurdsky Dara Hêni)
- Karlıova, (kurdsky Kaniyê Reş‎)
- Kiğı, (kurdsky Kêği)
- Solhan, (kurdsky Bonglan)
- Yayladere, (kurdsky Xolxol)
- Yedisu, (kurdsky Çerme)